# Цві Єгуда
Цві Єгу́да (івр. צבי יהודה, при народженні Цві За́льцман, 15 серпня 1887 — 3 жовтня 1965) — ізраїльський політик, депутат Кнесету, активіст сіоністського спрямування.

## Життєпис
Цві Зальцман народився в місті Умань, тодішній Російській імперії (нині це терени сучасної України), закінчив середню школу. У молоді роки став організатором двох молодіжних сіоністських груп в Умані: Деґель Ціон та Цеїрі Ціон. У 1906 році здійснив алію до контрольованої Османською імперією Палестини. У 1908 Цві Зальцман став одним із засновників Квуцат-Кіннерета. У 1912 році він допомагав у заснуванні Деґанії, першого єврейського кібуцу. Упродовж Першої світової війни входив до складу Комітету робітників Галілеї.
У 1920 році виїхав до Європи, де надавав підтримку іммігрантам Третьої Алії. Роком пізніше знову повернувся в Ізраїль, де допомагав будувати Нахалаль, перший мошав овдім. Згодом працював директором фонду та членом секретаріату Руху Мошавів, фермерської федерації, торговельного товариства Гістадрут. Цві Єгуда брав активну участь у русі Гапоель-Гацаїр («Молодий працівник»), ставши, зокрема, членом його центрального комітету. Допомагав у заснуванні організацій Гапоель-Гацаїр і Цеїрі-Ціон у Сполучених Штатах.
Цві Єгуда був одружений з Нетті Антонов, дочкою Бенціона Антонова й Фанні Шарегордскі-Антонов, засновників Рамат-Ґану в Ізраїлі. У 1949 році Цві Єгуду обрали до Кнесету за списками партії Мапай, на даному посту він входив до складу парламентських комітетів з питань економіки та праці й спеціального комітету з розгляду позик. Припинив свої депутатські повноваження 20 серпня 1951. Помер у 1965 році.